# Rhabdomastix (Rhabdomastix) emodicola
Rhabdomastix (Rhabdomastix) emodicola is een tweevleugelige uit de familie steltmuggen (Limoniidae). De soort komt voor in het Palearctisch en Oriëntaals gebied.